# Rocade de Rennes
La rocade de Rennes est un boulevard périphérique qui assure le contournement de la ville de Rennes, chef-lieu du département d'Ille-et-Vilaine et de la région Bretagne. Constituée de la route nationale 136, section des routes européennes 3 et 50, elle forme un anneau autour de la cité rennaise et auquel se greffent les 9 voies express en étoile, permettant ainsi de relier la capitale bretonne aux principales villes de la région et du Grand Ouest français. D'une longueur de 31 km, sa section la plus chargée voit transiter aux alentours de 110 000 véhicules par jour, avec quelques pics à 150 000 en heures de pointe. Depuis le 1er octobre 2016, la vitesse y est limitée à 90 km/h.
Le périphérique rennais est un nœud stratégique sur les axes en prolongement de l'A81 (Paris - Brest) et de l'A84 (Caen - Nantes), en plus de toutes les autres voies express qui convergent sur Rennes en partance ou en provenance d'Angers, Lorient, Saint-Malo, Saint-Nazaire et Val-Couesnon. Contrairement à d'autres boulevards périphériques français, celui-ci n'est pas éclairé la nuit.

## Dénominations
Les différents tronçons de la rocade de Rennes sont définis par les prolongements successifs de la route et sont nommés selon leur position géographique par rapport à la ville :
- Sud : entre la porte de la Rigourdière et la porte de Bréquigny.
- Ouest : entre la porte de Bréquigny et la porte de Saint-Malo.
- Nord : entre la porte de Saint-Malo et la porte des Longs Champs.
- Est : entre la porte des Longs Champs et la porte de la Rigourdière.

La route nationale 136 entoure complètement la ville de Rennes depuis la fin des années 1990. Bien qu'il conviendrait désormais de le renommer boulevard périphérique de Rennes, la dénomination rocade de Rennes reste majoritairement utilisée du fait de la configuration de la porte de la Rigourdière, où les deux voies en provenance de la rocade sud amènent à quitter l'anneau en direction du Mans. Le marquage au sol est fait de telle sorte que la continuité vers la rocade Est s'apparente à une sortie. Dans le sens inverse, les voies en provenance de la rocade Est, pour poursuivre vers la rocade sud, comportent un cédez-le-passage vis-à-vis des voies en provenance du Mans, telle une insertion. Néanmoins, des situations similaires sont observées sur les contournements de Caen et Nantes, qui eux ont néanmoins opté pour l'appellation boulevard périphérique. La forme plurielle rocades de Rennes peut également être utilisée sur certains panneaux routiers.

## Historique
La construction de cette boucle, débutée en 1967, a été progressive dans le sens des aiguilles d'une montre, en partant de l'Est (RN 157, en provenance du Mans). Le dernier tronçon de 7,8 kilomètres a été mis en service le 25 juin 1999.
- 1968 : inauguration de la rocade sud.
- 7 octobre 1975 : inauguration de la rocade ouest.
- 10 novembre 1988 : inauguration de la rocade nord-ouest[3].
- Dans les années 1990 : mise à 2 × 3 voies (6 voies) de la rocade ouest.
- 2 février 1996 : inauguration de la rocade nord.
- 25 juin 1999 : inauguration de la rocade est.
- 2006 : réaménagement de l'échangeur de la porte de Saint-Malo.
- 2011 : réaménagement de l'échangeur de la porte de Brest.
- 6 décembre 2011 : inauguration du barreau de Pont Lagot entre la rocade nord-ouest et la RN 12.
- 1er octobre 2015 : abaissement de la vitesse de 20 km/h à titre provisoire (70 km/h contre 90 km/h et 90 km/h pour les portions à 110 km/h).
- 1er octobre 2016 : vitesse réglementaire de 90 km/h sur l'ensemble du tracé de la rocade.

Comme le boulevard périphérique de Nantes, la rocade de Rennes comprenait des sorties et des entrées partageant les mêmes voies, qui constituent des points de contention provoquant des bouchons du fait des deux flux (entrées et sorties) qui se croisent sur la même voie qui sert de voie d'insertion et de voie de sortie. Elles sont progressivement remplacées par des entrées et sorties séparées.
D'autres points de contentions pouvant provoquer des bouchons sont les sorties à virage sec. Certaines ont été améliorées (sortie doublée vers la route de Nantes, sortie remplacée par le nouvel échangeur vers Brest qui emprunte le nouveau barreau de Pont Lagot et saute la première partie de la route de Pacé).
Entre la porte de Bréquigny et la porte de Saint-Nazaire, la rocade prend un virage assez serré dans le sens extérieur, d'où la présence d'un radar automatique.

## Trafic
La rocade fait partie des routes de l'agglomération gérées par la DIR Ouest ; le réseau Dor Breizh, chargé de sa surveillance, est mis en place à l'été 2004, puis remplacé en septembre 2018. La rocade ouest (2 × 3 voies) est la section la plus chargée, elle supporte ainsi un trafic de plus de 102 000 véhicules par jour en moyenne en 2015. La rocade sud (2 × 2 voies) est également très fréquentée, avec plus de 84 000 véhicules par jour.

## Vitesse
Le 1er octobre 2015 et pour une durée d'un an, la vitesse sur la rocade a été limitée à 70 km/h dans sa partie la plus urbaine et la plus dense en trafic (Sud et Ouest). Entre la porte de Saint-Malo et la porte de Beaulieu (Nord et Est), la vitesse a été abaissée à 90 km/h car il s'agit de la section la moins chargée en trafic et où les échangeurs sont plus espacés. Cette expérimentation de réduction de la vitesse (de 110 km/h à 90 km/h et de 90 km/h à 70 km/h suivant les portions) avait pour objectif de limiter la pollution, les nuisances sonores et les bouchons.
À compter du 1er octobre 2016 et après une année d'expérimentation, la Préfecture d'Ille-et-Vilaine opte finalement pour une vitesse réglementaire unifiée sur l'ensemble du tracé de la rocade, soit 90 km/h. Les résultats de l'expérimentation de 2015 ont démontré qu'une vitesse de 90 km/h était mieux adaptée, tant sur le plan environnemental que sur le trafic, mais également sur la sécurité routière.

## Rocade intérieure et rocade extérieure
La rocade est constituée de deux chaussées séparées et concentriques :
- la rocade intérieure est la chaussée la plus proche de Rennes. Du fait de la circulation à droite sur les voies françaises, les véhicules la parcourent dans le sens des aiguilles d'une montre.
- La rocade extérieure, à l'inverse, est la chaussée la plus éloignée de Rennes ; la circulation s'y effectue dans le sens inverse des aiguilles d'une montre.

## Liste des portes
La rocade compte 17 portes numérotées de 1 à 17.
- Début de la rocade de Rennes
- 1 Porte de la Rigourdière : Cesson-Sévigné-centre | Centre commercial (sens extérieur) +   Échangeur entre N157 et N136 : Paris | Le Mans | Laval | Vitré | Noyal-sur-Vilaine | Glaz Arena
- 2 Porte de la Valette : Cesson-Sévigné-centre | Zone d'Activités La Rigourdière | Glaz Arena (sens extérieur)
- 3 Porte de Beaulieu : Rennes-centre | Cesson-Sévigné-sud
- 3b Zone industrielle du Sud-Est (sens intérieur)
- 4 Porte des Loges : Chantepie | Châteaugiron | La Guerche-de-Bretagne (D463) | Rennes-La Poterie
- Radar automatique (sens intérieur)
- 5a Porte du Blosne : CHU Hôpital Sud | Écomusée du pays de Rennes | Parc relais station de métro La Poterie   (sens intérieur)
- 5b Porte d'Angers  Échangeur entre D173 (axe Rennes-Angers) et N136 : Angers | Vern-sur-Seiche | Châteaubriant | Parc relais station de métro La Poterie   (sens extérieur)
- 6b Porte d'Alma : Rennes-Le Blosne | Centre commercial Alma | Écomusée du pays de Rennes | Parc relais station de métro Henri Fréville
- 6a Porte de Nantes  Échangeur entre N137 et N136 : Nantes | Chartres-de-Bretagne | Noyal-Châtillon-sur-Seiche | Bain-de-Bretagne | Centre commercial Alma
- 7 Porte de Bréquigny : Bruz | Chartres-de-Bretagne (D837) | La Janais
- Radar automatique (sens extérieur)
- 8 Porte de Saint-Nazaire  Échangeur entre D177 (axe Rennes-Redon) et N136 : Saint-Nazaire | Redon | Aéroport Rennes Bretagne | Parc des expositions | Parc relais station de métro Saint-Jacques - Gaîté   +  2 × 3 voies jusqu’à  11 Porte de Brest
- 9 Porte de Cleunay : Rennes-La Prévalaye | Centre commercial | Parking Stade Rennais | Centre d'entraînement de la Piverdière | Le MeM
- Pont sur la Vilaine
- 10 Porte de Lorient  Échangeur entre N24 et N136 : Quimper | Lorient | Vannes | Le Rheu | Parc d'Activités Ouest | CHU Pontchaillou | Roazhon Park
- 11 Porte de Brest  Échangeur entre N12 et N136 : Brest | Saint-Brieuc | Pacé | Vezin-le-Coquet | Rennes-Villejean | Parc relais station de métro J.F. Kennedy
- 11/12 Porte de Villejean : Rennes-Beauregard
- 12 Porte de Brest  Échangeur entre N12 et N136 : Brest | Saint-Brieuc | Pacé | Vezin-le-Coquet (sens extérieur)
- Radar automatique (sens extérieur)
- 13a Porte de Beauregard : Rennes-Saint-Martin | Zone d'Activités Nord | Centre commerciaux, dont un accès direct au Centre Grand quartier
- 13b Porte de Saint-Malo  Échangeur entre D137 et N136 : Saint-Malo | Dinard | Dinan | Saint-Grégoire
- Pont sur l'Ille
- 14 Porte de Maurepas : Rennes-Les Gayeulles | Maison Blanche (route historique du Mont-Saint-Michel, vestige d'une pénétrante qui donna la coulée verte) | Parc relais station de métro Les Gayeulles
- 15 Porte des Longs Champs  Échangeur entre D175 et N136 : Saint-Aubin-d'Aubigné | Betton | Cesson-Sévigné-nord | Rennes-Beaulieu | Parc relais station de métro Cesson - Viasilva
- 16 Porte de Normandie  Échangeur entre A84 et N136 : Caen | Cherbourg | Le Mont-Saint-Michel | Fougères | Liffré
- 17 Porte de Tizé : Thorigné-Fouillard | Acigné | Cesson-Sévigné-est
- Pont sur la Vilaine
- 1 Porte de la Rigourdière : Cesson-Sévigné-centre | Centre commercial (sens intérieur) +   Échangeur entre N157 et N136 : Paris | Le Mans | Laval | Vitré | Noyal-sur-Vilaine | Glaz Arena
- Fin de la rocade de Rennes

### Autres accès
À noter qu'il existe quelques autres accès à la rocade qui ne sont pas des échangeurs notamment :
- rue du Breillou (ZI Sud-Est), accès rocade intérieure et extérieure entre la porte de Beaulieu et la porte des Loges.
- Hôpital Sud, accès direct à la rocade intérieure après la porte d'Angers.

### Autres franchissements

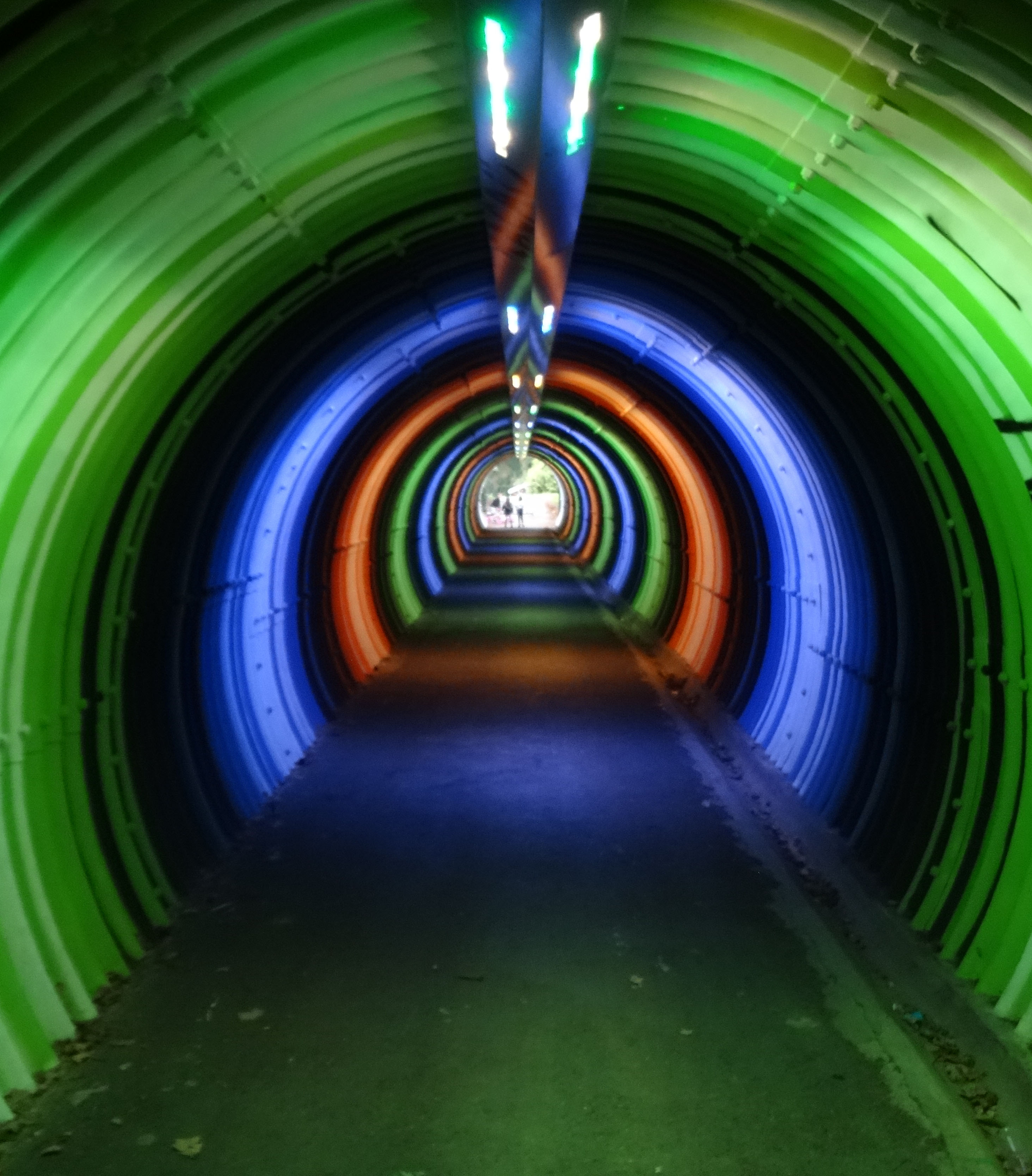
Tunnel sous la rocade entre Villejean et son parc.

La rocade de Rennes constituant indéniablement une barrière physique de la ville vis-à-vis des autres communes et de la campagne avoisinante, celle-ci peut constituer un obstacle difficile à franchir à pied ou à vélo. Cependant, il existe un certain nombre de ponts sans échangeur, ainsi que plusieurs passerelles réservées aux cycles et aux piétons qui permettent de la franchir :
- Route de Chantepie, entre Chantepie et La Monniais.
- Viaduc de franchissement de la rocade entre la station La Poterie de la ligne A du métro et le garage-atelier, une passerelle piétonne est accolée.
- Avenue des Pays-Bas, entre Le Blosne et Noyal-Châtillon-sur-Seiche.
- Tunnel à proximité du Parc de Bréquigny.
- Rue du Temple du Blosne.
- Chemin de la Taupinais, liaison entre Cleunay et La Prévalaye.
- Berges de la Vilaine.
- Rue de Vezin, liaison entre Vezin-le-Coquet et Atalante Champeaux.
- Passage du Rouergue : accès au Parc de Villejean et à Pont Lagot.
- Allée Jeanne Laurent : accès à La Lande du Breil.
- Rue Fernand Robert : liaison entre Beauregard et La Lande du Breil.
- Boulevard de la Robiquette (ancienne route de Saint-Malo).
- Rue du Général de Gaulle : liaison entre Saint-Grégoire et la ZA Nord.
- Berges du canal d'Ille-et-Rance.
- Avenue du Couesnon : liaison entre Bellangerais et Maison Blanche.
- Chemin des Louvries : passerelle entre le Parc des Gayeulles et les Hautes Gayeulles.
- Rue du Pâtis Tatelin (ancienne route de Saint-Sulpice).
- Pont à proximité du lieu-dit Le Fort Bouëxiere.
- Route de Fougères (D812) vers Thorigné-Fouillard.
- Passerelle à l'extrémité de la rue du Clos-Corbin (Thorigné-Fouillard).
- Berges de la Vilaine.
- Pont à proximité du lieu-dit Le Vault Martin.
- Route de la Valette.

## Seconde rocade de Rennes

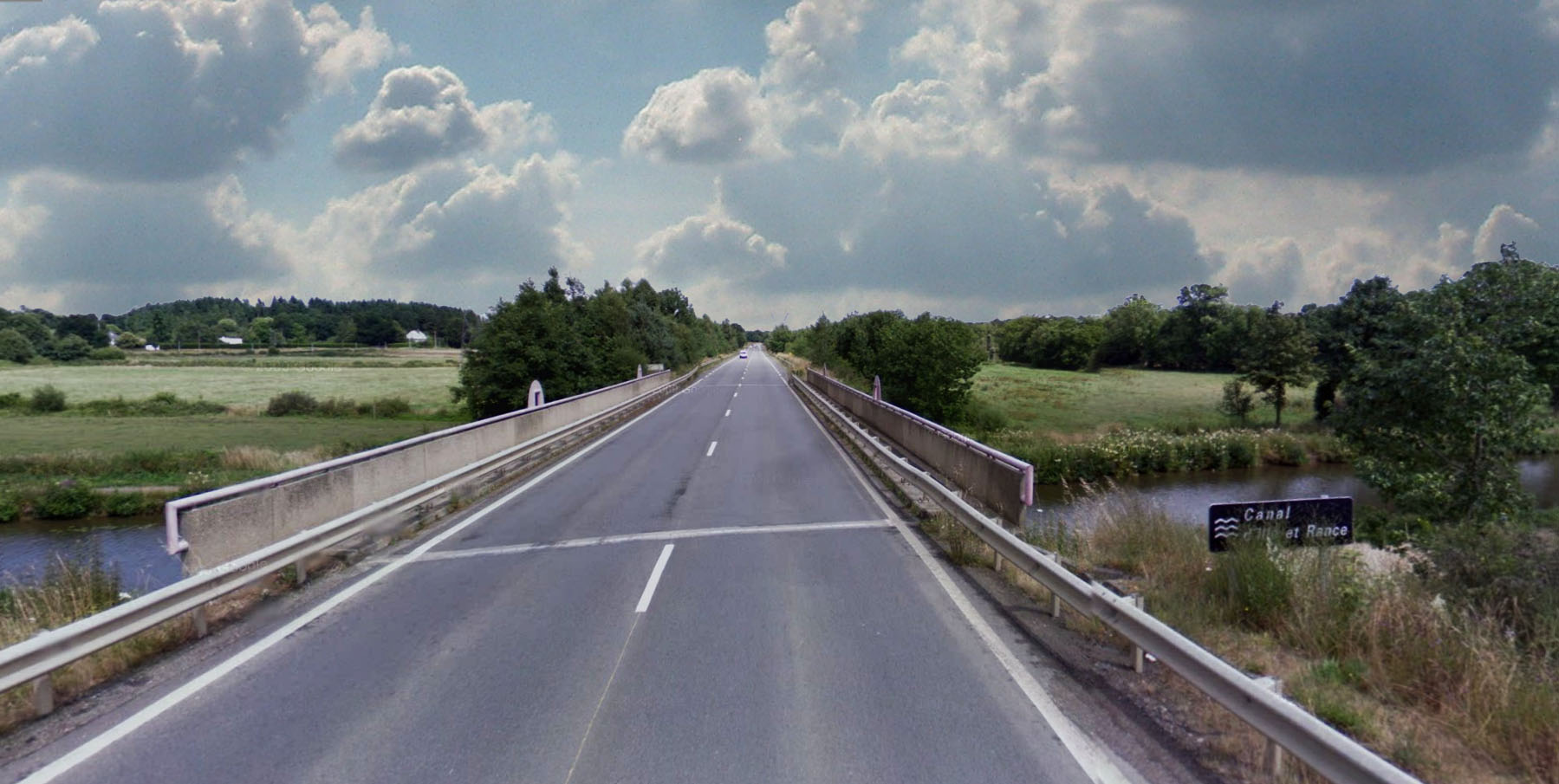
RD 29 en Betton et Saint-Grégoire.

La seconde rocade de Rennes est une boucle de routes départementales d'environ 65 kilomètres qui a pour fonction de relier les communes de la première ceinture rennaise et de transférer une partie du trafic du périphérique rennais en cas de saturation.
Elle est constituée par :
- la RD 29 au nord : Betton - Saint-Grégoire - Montgermont - Pacé.
- La RD 288 à l'ouest : Pacé - Vezin-le-Coquet - Le Rheu - Chavagne.
- La RD 34 au sud : Chavagne - Saint-Jacques-de-la-Lande - Chartres-de-Bretagne - Noyal-Châtillon-sur-Seiche - Vern-sur-Seiche.
- La RD 92 à l'est : Châteaugiron - Noyal-sur-Vilaine - Acigné - Thorigné-Fouillard.

Cette seconde ceinture passe cependant encore dans des zones urbaines notamment à l'est entre Betton et Vern-sur-Seiche :
- la RD 29 est en effet déclassée en route communale (C 129) dans Thorigné-Fouillard puis passe dans le centre d'Acigné avant de rejoindre la RD 92.
- La RD 92 passe dans le centre de Noyal-sur-Vilaine. Le plan local d'urbanisme de Noyal-sur-Vilaine mentionne la possibilité d'un échangeur à l'est de la commune[10].
- La RD 34 passe dans le centre de Vern-sur-Seiche, où elle partage la RD 163 (route d'Angers) engendrant un important trafic dans le cœur de ville.

À l'heure actuelle, il n'existe aucune nomenclature au niveau des indications routières mentionnant ce deuxième périphérique, il n'est donc pas évident d'identifier cette seconde ceinture, en particulier au niveau des intersections. En revanche, le quart sud-ouest (portions de la RD 288 et de la RD 34) est jalonné de panneaux d'itinéraire bis vers Le Mans entre les échangeurs de la RN 24 (route de Lorient) et de la RN 137 (route de Nantes), permettant d'éviter en particulier la ZA Ouest.
Le trafic se situe entre 15 000 véhicules par jour au nord-ouest et 8 000 véhicules par jour à l'est où les aménagements sont plus restreints.